# Castejón (Navarra)
Castejón è un comune spagnolo di 4 115 abitanti situato nella comunità autonoma della Navarra.